# Mannūr
Mannūr är en ort i Indien.   Den ligger i distriktet Kancheepuram och delstaten Tamil Nadu, i den södra delen av landet, 1 800 km söder om huvudstaden New Delhi. Mannūr ligger 56 meter över havet och antalet invånare är 18 623.
Terrängen runt Mannūr är platt. Runt Mannūr är det tätbefolkat, med 762 invånare per kvadratkilometer. Närmaste större samhälle är Āvadi, 19,5 km nordost om Mannūr. Omgivningarna runt Mannūr är en mosaik av jordbruksmark och naturlig växtlighet.